# Meridiano 171 oeste
El meridiano 171 oeste de Greenwich es una línea de longitud que se extiende desde el Polo Norte atravesando el océano Ártico, Asia, el océano Pacífico, el océano Antártico y la Antártida hasta el Polo Sur.
El meridiano 171 oeste forma un gran círculo con el meridiano 9 este.
Comenzando en el Polo Norte y dirigiéndose hacia el Polo Sur, el meridiano 171 oeste pasa a través de:
| Coordenadas                         | País, territorio o mar | Notas |
| ----------------------------------- | ---------------------- | --- |
| 90°0′N 171°0′O / 90.000, -171.000   | Océano Ártico          | |
| 71°50′N 171°0′O / 71.833, -171.000  | Mar de Chukotka        | |
| 66°32′N 171°0′O / 66.533, -171.000  | Rusia                  | Península de Chukchi |
| 65°29′N 171°0′O / 65.483, -171.000  | Mar de Bering          | |
| 63°35′N 171°0′O / 63.583, -171.000  | Estados Unidos         | Alaska - Isla San Lorenzo |
| 63°25′N 171°0′O / 63.417, -171.000  | Mar de Bering          | Pasa entre the islands of Chagulak y Yunaska, Alaska, Estados Unidos |
| 52°32′N 171°0′O / 52.533, -171.000  | Océano Pacífico        | Pasa justo al este de la Isla Enderbury, Kiribati Pasa justo al oeste de la Isla Rawaki, Kiribati Pasa justo al este de la Isla Manra, Kiribati Pasa justo al este del atolón Fakaofo, Tokelau Pasa justo al este de la Isla Swains, Samoa Americana (reclamada por Tokelau) Pasa justo al oeste de la isla Tutuila, Samoa Americana |
| 60°0′S 171°0′O / -60.000, -171.000  | Océano Antártico       | |
| 78°29′S 171°0′O / -78.483, -171.000 | Antártida              | Dependencia Ross, reclamada por Nueva Zelanda |